# José Manuel Carriles
José Manuel Carriles (Pedreña, (Cantabrië), 14 mei 1963) is een golfprofessional uit Spanje. Hij speelde van 1992-2007 op de Europese PGA Tour.
Carriles komt uit Pedreña, dat aan de noordkust van Spanje ligt. Ook de zes jaar oudere Severiano Ballesteros is daar geboren.  Zijn vader was cassie op de lokale golfclub, zijn moeder werkte ook op de club. Net als Ballesteros leerde Carriles golf te spelen in de vrije natuur, vaak op het strand, want caddies mochten niet op de golfbaan spelen.
Carriles werd in 1983 professional en bij zijn vijfde poging op de Tourschool lukte het toegang tot de Europese Tour te krijgen.  Daar speelde hij met matig succes, hij won twee toernooien op de Challenge Tour. In 2006 eindigde hij op de 33ste plaats van de Tourschool, in 2007 speelde hij 15 toernooien maar haalde geen enkele top-10 plaats. Hij geeft les op de La Sella Golf.
In 2013 eindigde Carriles op de 3de plaats van de Tourschool van de Europese Senior Tour. Carriles is in 2013 de enige Spanjaard op de Senior Tour. Manuel Moreno werd 11de en heeft een voorwaardelijke kaart en zal minder toernooien kunnen spelen.

## Gewonnen
Challenge Tour
- 1997: Estoril Challenge (-12)
- 2003: Challenge Tour Grand Final (-11)

Nationaal
- 2002: PGA Kampioenschap (Spanje)